# .tmp
.tmp eller .TMP, är en filändelse för en temporär datafil, även kallad arbetsfil samt tempfil efter engelskans temporary file.  I Microsoft Windows finns en mapp vid namn Temp, i vilken temporära filer sparas. Motsvarande mapp i Unixliknande operativsystem brukar heta /tmp. Tempfilerna kan bildas för att tillfälligt hålla data som skulle ta för mycket plats i datorns arbetsminne. I Unix raderas raderas filerna automatiskt, men i Windows får man radera filerna manuellt eller med hjälp av ett filstädningsprogram.